# 河野広隆
河野 広隆（かわの ひろたか、1954年 - ）は、日本の土木工学者。京都大学名誉教授。コンクリート工学などが専門で、セメント協会論文賞等受賞。

## 人物・経歴
東京工業大学工学部卒業後、1979年東京工業大学大学院理工学研究科土木工学専攻修士課程修了、建設省入省、土木研究所トンネル研究室。土木研究所技術推進本部主席研究員、土木研究所材料地盤研究グループ長を経て、2005年京都大学博士（工学）。2006年京都大学大学院工学研究科都市環境工学専攻複合構造デザイン工学講座教授。
京都大学経営管理研究部教授、京都大学大学院工学研究科都市社会工学専攻併任、全ISO55000対応国内委員会委員長、JIS土木技術専門委員会委員長、道路橋示方書主査、ISO/TC251国内審議委員会委員長、土木学会コンクリート委員会常任委員、大阪府都市基盤施設技術審議会委員などを歴任した。
2014年京都大学経営管理研究部長、京都大学経営管理教育部長、京都大学教育研究評議会評議員、京都大学吉田寮業務実施委員会委員、京都大学吉田寮整備委員会委員。2020年定年退職、京都大学名誉教授、京都大学経営管理大学院客員教授、構造総合技術研究所顧問。専門はコンクリート工学、社会基盤構造物維持管理。

## 著作
- 『土木構造物の構築におけるコンクリートの微量成分の環境影響評価』土木研究所 2002年
- 『コンクリートのひび割れがわかる本』（共編）セメントジャーナル社 2003年
- 『実践コンクリートの試験方法 : 真の目的を理解し,正しく理解するために』（共編著）セメント新聞社 2011年
- 『コンクリートの初期ひび割れ対策』（共編著）セメントジャーナル社 2012年

## 受賞
- 1987年 セメント協会論文賞[13]
- 2003年 文部科学大臣賞[13]
- 2004年 土木学会吉田賞論文賞[13]
- 2008年 経済産業大臣表彰 工業標準化事業表彰[13]
- 2010年 日本コンクリート工学協会賞（功労賞）[13]
- 2014年 国土交通大臣建設行政関係功労表彰[13]
- 2013年 日本材料学会コンクリート構造物の補修、補強、アップグレードシンポジウム最優秀論文賞[13]
- 2019年 実験力学会技術賞[13]
- 2020年 土木学会吉田賞研究業績部門[13]
- 2023年 土木学会功績賞[14]